# 1949 en Colombie-Britannique
Chronologie de la Colombie-Britannique
- 1945
- 1946
- 1947
- 1948
- 1949
- 1950
- 1951
- 1952
- 1953

Cette page concerne des événements qui se sont produits durant l'année 1949 dans la province canadienne de Colombie-Britannique.

## Politique

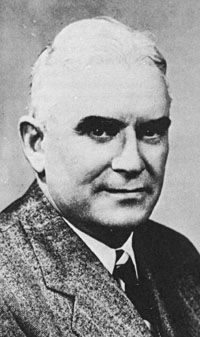
Byron Johnson.

- Premier ministre : Byron Ingemar Johnson.
- Chef de l'Opposition : Harold Winch du Parti social démocratique du Canada
- Lieutenant-gouverneur : Charles Arthur Banks
- Législature :

## Événements
- Mise en service à North Vancouver du Dollarton Bridge, pont routier métallique franchissant la rivière Seymour. Ce pont a été détruit en 2005 [1].
- 18 octobre : les dix premiers ministres provinciaux du Canada acceptent l'invitation de Louis St-Laurent d'assister à une conférence fédérale-provinciale en janvier prochain afin d'en venir à une entente sur des amendements à la Constitution.

## Naissances

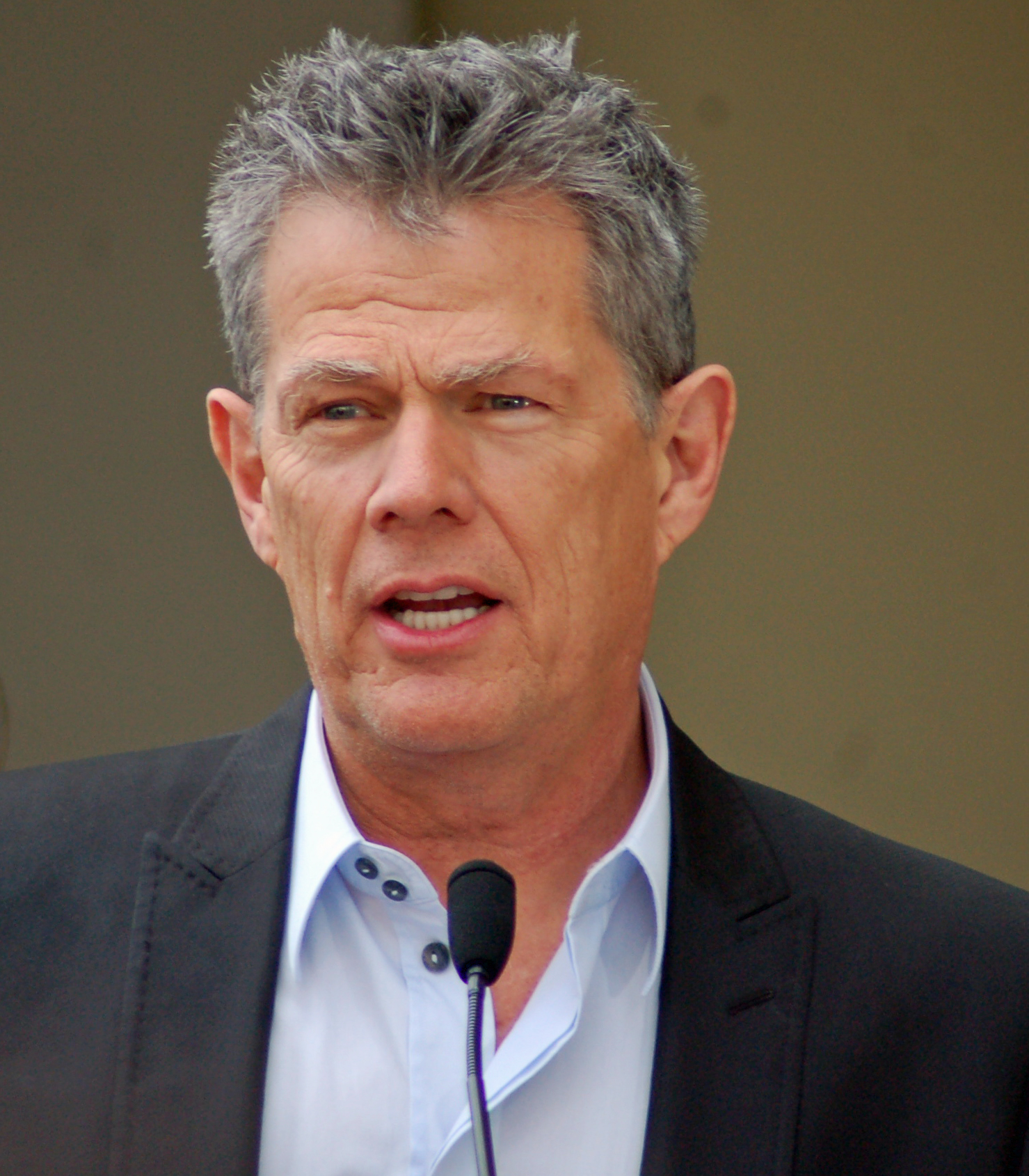
David Foster.

- Colleen McCrory, environnementaliste canadienne connue pour son engagement pour la protection des forêts de Colombie-Britannique, et sa participation pour la création du Parc provincial de Valhalla.

- Rodney Graham, né à Abbotsford , artiste contemporain de Vancouver, connu principalement pour ses œuvres conceptuelles, bien qu'il soit aussi l'auteur d'écrits, de musique et de sculptures.

- 3 juin à Victoria : Owen Beverly Beattie, professeur d'anthropologie canadien à l'Université de l'Alberta.

- 3 septembre à Fort St. James : Brian Roy Spencer, dit Spinner, mort le 3 juin 1988 à Riviera Beach en Floride aux États-Unis), joueur de hockey sur glace.

- 1 novembre à Victoria: David Foster, auteur-compositeur, producteur, musicien et chanteur canadien. Il a produit de nombreux artistes à succès dont Céline Dion et Whitney Houston. Il a également joué avec les Sparks.